# Фервак
Ферва́к (фр. Fervaques) — колишній муніципалітет у Франції, у регіоні Нормандія, департамент Кальвадос. Населення — 709 осіб (2011).
Муніципалітет був розташований на відстані близько 155 км на захід від Парижа, 50 км на схід від Кана.

## Історія
До 2015 року муніципалітет перебував у складі регіону Нижня Нормандія. Від 1 січня 2016 року належав до нового об'єднаного регіону Нормандія.
1 січня 2016 року Фервак, Окенвіль, Лез-Отель-Сен-Базіль, Беллу, Серке, Шеффревіль-Тоннанкур, Ла-Крупт, Фамії, Ертеван, Ліваро, Ле-Меній-Бакле, Ле-Меній-Дюран, Ле-Меній-Жермен, Мель, Ле-Мутьє-Юбер, Нотр-Дам-де-Курсон, Прео-Сен-Себастьян, Сент-Маргерит-де-Лож, Сен-Мартен-дю-Меній-Урі, Сен-Мішель-де-Ліве, Сент-Уан-ле-У i Тортізамбер було об'єднано в новий муніципалітет Ліваро-Пеї-д'Ож.

## Демографія
Динаміка населення (Insee ):
Розподіл населення за віком та статтю (2006):
| Стать | Всього | До 15 років | 15-24 | 25-44 | 45-64 | 65-85 | Понад 85 |
| --- | ------ | ----------- | ----- | ----- | ----- | ----- | -------- |
| Чоловіки | 327    | 63          | 43    | 117   | 64    | 32    | 8        |
| Жінки | 360    | 89          | 62    | 90    | 75    | 36    | 8        |
| \| Статево-вікова піраміда \| Статево-вікова піраміда \| Статево-вікова піраміда \| \| ----------------------- \| ----------------------- \| ----------------------- \| \| Чоловіки \| Вік \| Жінки \| \| 8 \| 85 + \| 8 \| \| 4 \| 80-84 \| 16 \| \| 8 \| 75-79 \| 0 \| \| 12 \| 70-74 \| 20 \| \| 8 \| 65-69 \| 0 \| \| 20 \| 60-64 \| 16 \| \| 16 \| 55-59 \| 12 \| \| 20 \| 50-54 \| 35 \| \| 8 \| 45-49 \| 12 \| \| 31 \| 40-44 \| 27 \| \| 24 \| 35-39 \| 27 \| \| 27 \| 30-34 \| 20 \| \| 35 \| 25-29 \| 16 \| \| 20 \| 20-24 \| 31 \| \| 23 \| 15-20 \| 31 \| \| 23 \| 10-14 \| 23 \| \| 20 \| 5-9 \| 27 \| \| 20 \| 0-4 \| 39 \| |        |             |       |       |       |       |          |
| Статево-вікова піраміда |        |             |       |       |       |       |          |
| Чоловіки | Вік    | Жінки       |       |       |       |       |          |
| 8 | 85 +   | 8           |       |       |       |       |          |
| 4 | 80-84  | 16          |       |       |       |       |          |
| 8 | 75-79  | 0           |       |       |       |       |          |
| 12 | 70-74  | 20          |       |       |       |       |          |
| 8 | 65-69  | 0           |       |       |       |       |          |
| 20 | 60-64  | 16          |       |       |       |       |          |
| 16 | 55-59  | 12          |       |       |       |       |          |
| 20 | 50-54  | 35          |       |       |       |       |          |
| 8 | 45-49  | 12          |       |       |       |       |          |
| 31 | 40-44  | 27          |       |       |       |       |          |
| 24 | 35-39  | 27          |       |       |       |       |          |
| 27 | 30-34  | 20          |       |       |       |       |          |
| 35 | 25-29  | 16          |       |       |       |       |          |
| 20 | 20-24  | 31          |       |       |       |       |          |
| 23 | 15-20  | 31          |       |       |       |       |          |
| 23 | 10-14  | 23          |       |       |       |       |          |
| 20 | 5-9    | 27          |       |       |       |       |          |
| 20 | 0-4    | 39          |       |       |       |       |          |

## Економіка
2010 року серед 466 осіб працездатного віку (15—64 років) 341 була активною, 125 — неактивними (показник активності 73,2%, у 1999 році було 70,8%). З 341 активної мешканців працювали 303 особи (165 чоловіків та 138 жінок), безробітними було 38 (22 чоловіки та 16 жінок). Серед 125 неактивних 43 особи були учнями чи студентами, 37 — пенсіонерами, 45 були неактивними з інших причин.

У 2010 році в муніципалітеті числилось 250 оподаткованих домогосподарств, у яких проживали 673,0 особи, медіана доходів виносила 16 107 євро на одного особоспоживача